# Élections législatives saint-marinaises de 1926
Les élections législatives saint-marinaises de 1926 ont lieu le 12 décembre 1926 afin de renouveler les membres du Grand Conseil général de Saint-Marin.
Il s'agit d'un scrutin non libre, l'opposition ayant été empêchée de se présenter en raison de menaces venues de l'intérieur de la république et de l'Italie fascite dirigé par Benito Mussolini. Après avoir pris le contrôle du pays en avril 1923, le Parti fasciste de Saint-Marin est le seul à concourir aux élections, remportant ainsi l’ensemble des 60 sièges à pourvoir. Le rapport officiel ne mentionne qu'un seul bulletin nul. Une nouvelle loi électorale garantie par ailleurs des sièges d'offices aux capitaines-régents en exercice.

## Contexte
Les précédentes élections de mars 1923 voient la victoire de la liste du Bloc Patriotique réunie autour du Parti fasciste de Saint-Marin, les partis d'oppositions de gauche ayant été empêchés de se présenter. Saint-Marin devient de fait un État fantoche de l'Italie fasciste.
Benito Mussolini entreprend rapidement de démontrer son dynamisme à des fins de propagande en lançant la construction d'une ligne de chemin de fer reliant Rimini à Saint-Marin, conçue pour symboliser concrètement l’influence exercée par l'Italie fasciste sur la république.

## Système électoral
La nouvelle loi électorale du 11 novembre 1926 abolit le suffrage universel pour restaurer les anciens droits des chefs de famille, instaure une copie de la loi Acerbo et porte la durée du mandat du Grand Conseil général à six ans. 
Bien que le système de scrutin de liste majoritaire permet théoriquement la présence de candidats d'opposition, les menaces italiennes empêchent toute candidature extérieure au Parti fasciste de Saint-Marin, qui se présenta seul aux élections anticipées immédiatement convoquées. Saint-Marin devient ainsi un État à parti unique.
Les électeurs doivent être des citoyens masculins de Saint-Marin âgés d'au moins 24 ans et remplir au moins l'un des critères suivants : être chef de famille, être diplômé, appartenir à la milice ou disposer d'un revenu annuel supérieur à 55 lires.

## Résultats
|                          |                                     |       |       |               |        |               |
| Parti                    | Parti                               | Voix  | %     | +/-           | Sièges | +/-           |
|                          | Parti fasciste de Saint-Marin (PFS) | 2 444 | 100   | en stagnation | 60     | 31            |
|                          |                                     |       |       |               |        |               |
| Votes valides            | Votes valides                       | 2 444 | 99,96 |               |        |               |
| Votes blancs et nuls     | Votes blancs et nuls                | 1     | 0,04  |               |        |               |
| Total                    | Total                               | 2 445 | 100   | –             | 60     | en stagnation |
| Abstentions              | Abstentions                         | 1 860 | 43,21 |               |        |               |
| Inscrits / participation | Inscrits / participation            | 4 305 | 56,79 |               |        |               |